# Cattedrale di Eisenstadt
La cattedrale di San Martino o cattedrale di Eisenstadt (in tedesco Dom St. Martin) è la chiesa cattolica maggiore di Eisenstadt e cattedrale della diocesi di Eisenstadt dalla sua istituzione nel 1960.